# ديفيد بيل (لاعب كرة قدم أسترالية)
ديفيد بيل (بالإنجليزية: David Bell)‏ هو لاعب كرة قدم أسترالية أسترالي، ولد في 26 يونيو 1890، وتوفي في 20 سبتمبر 1961.

## وصلات خارجية
- ديفيد بيل على موقع AustralianFootball.com (الإنجليزية)
- ديفيد بيل على موقع AFLtables.com (الإنجليزية)